# Miss Queen Korea
Miss Queen Korea (en coreano: 미스 퀸 코리아, romanizado: miseu kwin kolia, lit. 'Señorita Reina Corea') fue un concurso de belleza nacional en Corea del Sur. Se encargaba de seleccionar a las representante del país para los concurso Miss Universo, Miss Mundo y Miss Supranacional.

## Historia
PJP. Co. Ltd., la empresa poseedora de las licencias de Miss Universo y Miss Mundo, organizaba los concursos de Miss Universo Corea y Miss Mundo Corea de forma separada. Sin embargo, entre 2018 y 2019, ambos concursos se fusionaron en uno solo, Miss Queen Korea, y adicionalmente, coronaron a Miss Supranacional Corea.
En 2020, el concurso se canceló debido al impacto de la pandemia de COVID-19. Desde 2021, las representantes para Miss Universo y Miss Mundo son seleccionadas de forma separada, y la licencia de Miss Supranacional pasó a otra organización.

## Ganadoras
| Año  | Miss Queen Korea | Nombre en coreano | Provincia          |
| ---- | ---------------- | ----------------- | ------------------ |
| 2016 | Cho Se-whee      | 조세휘            | Gyeonggi           |
| 2018 | Baek Ji-hyun     | 백지현            | Daegu              |
| 2019 | Lee Yeon-joo     | 이연주            | Incheon            |
| 2021 | Jisu Kim         | 김지수            | Seúl               |
| 2023 | Kim So-yun       | 김소윤            | Gyeongsang del Sur |
| 2024 | Han Ariel        | 한아리엘          | Seúl               |

## Representación internacional

### Miss Universo Corea (2016-presente)
: Declarada como ganadora
     : Terminó como finalista
     : Terminó como una de las semifinalistas o cuartofinalistas
     : Terminó como ganadora de premios especiales
| Año  | Provincia          | Miss Queen Korea | Nombre en coreano | Título nacional                       | Posición en Miss Universo | Premios especiales | Notas |
| ---- | ------------------ | ---------------- | ----------------- | ------------------------------------- | ------------------------- | ------------------ | --- |
| 2024 | Seúl               | Han Ariel        | 한아리엘          | Miss Queen Korea 2024                 | No clasificó              |                    | |
| 2023 | Gyeongsang del Sur | Kim So-yun       | 김소윤            | Miss Queen Korea 2023                 | No clasificó              |                    | |
| 2022 | Seúl               | Kim Hanna        | 김한나            | Miss Queen Korea 2021 (1.ª finalista) | No clasificó              |                    | Designada: no hubo concurso nacional, la 1.ª finalista del año pasado se hizo cargo del concurso Miss Universo 2022.         |
| 2021 | Seúl               | Kim Jisu         | 김지수            | Miss Queen Korea 2021                 | No clasificó              |                    | |
| 2020 | Incheon            | Park Ha-ri       | 박하리            | Miss Queen Korea 2019 (1.ª finalista) | No clasificó              |                    | Designada: debido al impacto de la pandemia de COVID-19, la primera finalista del 2019 se coronó como Miss Queen Korea 2020. |
| 2019 | Incheon            | Lee Yeon-joo     | 이연주            | Miss Queen Korea 2019                 | No clasificó              |                    | |
| 2018 | Daegu              | Baek Ji-hyun     | 백지현            | Miss Queen Korea 2018                 | No clasificó              |                    | |
| 2017 | Gyeonggi           | Cho Se-whee      | 조세휘            | Miss Queen Korea 2016                 | No clasificó              |                    | |
| 2016 | Seúl               | Kim Jenny        | 김제니            | Miss Mundo Corea 2015 (1.ª finalista) | No clasificó              | - Miss Simpatía    | Posteriormente ganó Miss Supranacional 2017 en Polonia el 2 de diciembre de 2017.                                            |

### Miss Corea (1954-2015)
: Declarada como ganadora
     : Terminó como finalista
     : Terminó como una de las semifinalistas o cuartofinalistas
     : Terminó como ganadora de premios especiales
| Año  | Provincia | Miss Corea       | Nombre en coreano | Título nacional                 | Posición en Miss Universo | Premios especiales                     | Notas |
| ---- | --------- | ---------------- | ----------------- | ------------------------------- | ------------------------- | -------------------------------------- | ----- |
| 2015 | Seúl      | Kim Seo-yeon     | 김서연            | Miss Corea 2014                 | No clasificó              |                                        |       |
| 2014 | Daegu     | Yoo Ye-bin       | 유예빈            | Miss Corea 2013                 | No clasificó              |                                        |       |
| 2013 | Seúl      | Kim Yu-mi        | 김유미            | Miss Corea 2012                 | No clasificó              |                                        |       |
| 2012 | Seúl      | Lee Sung-hye     | 이성혜            | Miss Corea 2011                 | No clasificó              |                                        |       |
| 2011 | Seúl      | Chong So-ra      | 정소라            | Miss Corea 2010                 | No clasificó              |                                        |       |
| 2010 | Seúl      | Kim Joo-ri       | 김주리            | Miss Corea 2009                 | No clasificó              |                                        |       |
| 2009 | Seúl      | Na Ry            | 나리              | Miss Corea 2008                 | No clasificó              |                                        |       |
| 2008 | Seúl      | Lee Ji-sun       | 이지선            | Miss Corea 2007                 | No clasificó              |                                        |       |
| 2007 | Seúl      | Lee Ha-nee       | 이하늬            | Miss Corea 2006                 | Tercera finalista         |                                        |       |
| 2006 | Seúl      | Kim Joo-hee      | 김주희            | Miss Corea 2005                 | No clasificó              | - Mejor Traje Nacional (Top 20)        |       |
| 2005 | Seúl      | Kim So-young     | 김소영            | Miss Corea 2004                 | No clasificó              |                                        |       |
| 2004 | Seúl      | Choi Yun-young   | 최윤영            | Miss Corea 2003                 | No clasificó              |                                        |       |
| 2003 | Seúl      | Keum Na-na       | 금나나            | Miss Corea 2002                 | No clasificó              |                                        |       |
| 2002 | Seúl      | Kim Min-kyoung   | 김민경            | Miss Corea 2001                 | No clasificó              |                                        |       |
| 2001 | Seúl      | Kim Sa-rang      | 김사랑            | Miss Corea 2000                 | No clasificó              | - Mejor Traje Nacional                 |       |
| 2000 | Seúl      | Kim Yeon-ju      | 김연주            | Miss Corea 1999                 | No clasificó              |                                        |       |
| 1999 | Seúl      | Choi Ji-hyun     | 최지현            | Miss Corea 1998                 | No clasificó              |                                        |       |
| 1998 | Seúl      | Kim Ji-yeon      | 김지연            | Miss Corea 1997                 | No clasificó              |                                        |       |
| 1997 | Seúl      | Lee Eun-hee      | 이은희            | Miss Corea 1996                 | No clasificó              |                                        |       |
| 1996 | Seúl      | Kim Yun-jung     | 김윤정            | Miss Corea 1995                 | No clasificó              |                                        |       |
| 1995 | Seúl      | Han Sung-ju      | 한성주            | Miss Corea 1994                 | No clasificó              |                                        |       |
| 1994 | Seúl      | Goong Sun-young  | 궁선영            | Miss Corea 1993                 | No clasificó              |                                        |       |
| 1993 | Seúl      | Yoo Ha-young     | 유하영            | Miss Corea 1992                 | No clasificó              |                                        |       |
| 1992 | Seúl      | Lee Young-hyun   | 이영현            | Miss Corea 1991                 | No clasificó              |                                        |       |
| 1991 | Seúl      | Seo Jung-min     | 서정민            | Miss Corea 1990                 | No clasificó              |                                        |       |
| 1990 | Seúl      | Oh Hyun-kyung    | 오현경            | Miss Corea 1989                 | No clasificó              |                                        |       |
| 1989 | Seúl      | Kim Sung-ryung   | 김성령            | Miss Corea 1988                 | No clasificó              |                                        |       |
| 1988 | Seúl      | Jang Yoon-jeong  | 장윤정            | Miss Corea 1987                 | Primera finalista         |                                        |       |
| 1987 | Seúl      | Kim Ji-eun       | 김지은            | Miss Corea 1986                 | No clasificó              |                                        |       |
| 1986 | Seúl      | Bae Young-ran    | 배영란            | Miss Corea 1985                 | No clasificó              |                                        |       |
| 1985 | Seúl      | Choi Young-ok    | 최영옥            | Miss Corea 1984                 | No clasificó              |                                        |       |
| 1984 | Seúl      | Lim Mi-sook      | 임미숙            | Miss Corea 1983                 | No clasificó              |                                        |       |
| 1983 | Seúl      | Kim Jong-jung    | 김종중            | Miss Corea 1983 (3.ª finalista) | No clasificó              | - Mejor Traje Nacional                 |       |
| 1982 | Seúl      | Park Sun-hee     | 박선희            | Miss Corea 1982                 | No clasificó              |                                        |       |
| 1981 | Seúl      | Lee Eun-jung     | 이은정            | Miss Corea 1981                 | No clasificó              | - Mejor Traje Nacional (2.ª finalista) |       |
| 1980 | Seúl      | Kim Eun-jung     | 김은정            | Miss Corea 1980                 | Top 12                    |                                        |       |
| 1979 | Seúl      | Seo Jae-hwa      | 서재화            | Miss Corea 1979                 | No clasificó              |                                        |       |
| 1978 | Seúl      | Son Jung-eun     | 손정은            | Miss Corea 1978                 | No clasificó              | - Mejor Traje Nacional (1.ª finalista) |       |
| 1977 | Seúl      | Kim Sung-hee     | 김성희            | Miss Corea 1977                 | No clasificó              | - Mejor Traje Nacional                 |       |
| 1976 | Seúl      | Chung Kwang-hyun | 정광현            | Miss Corea 1976 (1.ª finalista) | No clasificó              |                                        |       |
| 1975 | Seúl      | Seo Ji-hye       | 서지혜            | Miss Corea 1975                 | No clasificó              |                                        |       |
| 1974 | Seúl      | Kim Eun-jung     | 김은정            | Miss Corea 1974                 | No clasificó              | - Mejor Traje Nacional                 |       |
| 1973 | Seúl      | Kim Young-ju     | 김영주            | Miss Corea 1973                 | No clasificó              |                                        |       |
| 1972 | Seúl      | Park Yeon-joo    | 박연주            | Miss Corea 1972                 | No clasificó              |                                        |       |
| 1971 | Seúl      | Noh Mi-ae        | 노미애            | Miss Corea 1971                 | No clasificó              |                                        |       |
| 1970 | Seúl      | Yoo Young-ae     | 유영애            | Miss Corea 1970                 | No clasificó              |                                        |       |
| 1969 | Seúl      | Lim Hyun-jung    | 임현정            | Miss Corea 1969                 | No clasificó              |                                        |       |
| 1968 | Seúl      | Kim Yoon-jung    | 김윤정            | Miss Corea 1968                 | No clasificó              |                                        |       |
| 1967 | Seúl      | Hong Joung-ae    | 홍정애            | Miss Corea 1967                 | No clasificó              |                                        |       |
| 1966 | Seúl      | Yoon Gui-hyun    | 윤귀현            | Miss Corea 1966                 | No clasificó              |                                        |       |
| 1965 | Seúl      | Kim Eun-ji       | 김은지            | Miss Corea 1965                 | No clasificó              |                                        |       |
| 1964 | Seúl      | Shin Jung-hyun   | 신정현            | Miss Corea 1964                 | No clasificó              |                                        |       |
| 1963 | Seúl      | Kim Myoung-ja    | 김명자            | Miss Corea 1963                 | Cuarta finalista          |                                        |       |
| 1962 | Seúl      | Seo Bum-ju       | 서범주            | Miss Corea 1962                 | Top 15                    |                                        |       |
| 1961 | Seúl      | Seo Yang-hee     | 서양희            | Miss Corea 1961                 | Top 15                    |                                        |       |
| 1960 | Seúl      | Son Mi-hee-ja    | 손미희자          | Miss Corea 1960                 | Top 15                    |                                        |       |
| 1959 | Seúl      | Oh Hyun-ju       | 오현주            | Miss Corea 1959                 | Top 15                    | - Chica Más Popular                    |       |
| 1958 | Seúl      | Oh Geum-sun      | 오금선            | Miss Corea 1958                 | No clasificó              |                                        |       |
| 1957 | Seúl      | Park Hyun-ok     | 박현옥            | Miss Corea 1957                 | No clasificó              |                                        |       |
| 1955 | Seúl      | Kim Mee-jong     | 김미종            | Miss Corea 1955                 | No clasificó              |                                        |       |
| 1954 | Seúl      | Kye Sun-hee      | 계선희            | Miss Corea 1954                 | No clasificó              |                                        |       |